# Nicole Rocha Silveira
Nicole Rocha Silveira (* 7. Mai 1994) ist eine brasilianische Skeletonpilotin und ehemalige Bobfahrerin.

## Karriere

### Karriere als Bobfahrerin
Zur Saison 2017/18 wechselte Nicole Rocha Silveira zum Bobsport und wurde Anschieberin von Heather Suzanne Paes. Ihren ersten gemeinsamen Wettkampf bestritten die beiden Damen am 14. November 2017 im Nordamerikacup. Bei den Rennen in Calgary belegten sie den neunten Platz. Einen Tag später beim zweiten Wettkampf in Calgary belegten sie erneut den neunten Platz. Am 24. November 2017 gab Nicole Rocha Silveira ihr Debüt im Bob-Weltcup und belegte mit Heather Suzanne Paes beim Weltcup in Whistler den 18. Platz. Nachdem sie am 28. und 29. November mit Nicole Rocha Silveira noch zwei weitere Wettbewerbe im Nordamerikacup absolvierte und sie bei den Rennen in Park City den 13. bzw. zwölften Platz belegten, beendete Nicole Rocha Silveira nach nur einer Saison ihre Karriere im Bobsport.

### Karriere als Skeletonpilotin
Zur Saison 2018/19 wechselte sie vom Bobsport zum Skeleton und debütierte am 7. November 2018 im Skeleton-Nordamerikacup. Beim Rennen in Whistler belegte sie den 18. Platz. Einen Tag später, beim zweiten Wettbewerb im Whistler Sliding Centre belegte sie den 15. Platz. Am 19. November 2018 konnte sie erstmals einen Top-Ten-Platz im Nordamerikacup belegen und beendete das Rennen in Park City auf den achten Platz. Das zweite Rennen in Park City am darauffolgenden Tag beendete sie auf den neunten Platz. Bei den beiden Wettbewerben in Lake Placid, welche am 30. November bzw. 1. Dezember ausgetragen wurden, belegte sie den achten bzw. siebten Platz. Am Ende der Saison belegte sie in der Gesamtwertung des Nordamerikacups den sechsten Platz mit 222 Punkten. Sie qualifizierte sich zudem erstmals für Bob- und Skeleton-Weltmeisterschaften und belegte bei den Weltmeisterschaften 2019 in Whistler den 25. Platz.
Nachdem sie bei den beiden Rennen in Lake Placid zum Auftakt der Saison 2019/20 im Nordamerikacup jeweils die Top-Ten-Plätze verpasst hatte, erreichte sie am 9. Dezember 2019 in Park City erstmals eine Top-Fünf-Platzierung. Sie verpasste dabei als Vierte knapp das Podium. Nachdem sie am 6. und 7. Januar 2020 in Lake Placid jeweils den siebten Platz belegt hatte, debütierte sie am 23. Januar auf der Olympia-Bobbahn Mount Van Hoevenberg im Skeleton-Intercontinentalcup und belegte dabei den siebten Platz. Auch bei dem Wettbewerb einen Tag später belegte sie den siebten Platz. Am Ende der Saison belegte sie in der Gesamtwertung des Nordamerikacups mit 301 Punkten hinter Eunji Kim aus Südkorea und vor Mystique Ro den zweiten Platz. Zum Abschluss der Saison nahm zum zweiten Mal an den Bob- und Skeleton-Weltmeisterschaften teil und belegte bei den Bob- und Skeleton-Weltmeisterschaften 2020 in Altenberg den 24. Platz.